# Title IX
Title IX é o nome mais comumente usado para a lei federal de direitos civis nos Estados Unidos da América que foi aprovada como parte (Título IX) das Emendas de Educação de 1972. Ela proíbe a discriminação com base no sexo em qualquer escola ou qualquer outro programa educacional que receba financiamento do governo federal. Trata-se da Lei Pública nº 92-318, 86 Stat. 235 (23 de junho de 1972), codificado em 20 USC §§ 1681–1688.
O senador Birch Bayh escreveu as 37 palavras do Título IX. Bayh introduziu pela primeira vez uma emenda à Lei do Ensino Superior para proibir a discriminação com base no sexo em 6 de agosto de 1971 e novamente em 28 de fevereiro de 1972, quando foi aprovada no Senado. A deputada Edith Green, presidente do Subcomitê de Educação, realizou audiências sobre discriminação contra as mulheres e apresentou legislação na Câmara em 11 de maio de 1972. O Congresso completo aprovou o Título IX em 8 de junho de 1972. Com tentativas de enfraquecer o Título IX, a deputada Patsy Mink emergiu como líder na Câmara para proteger a lei, e mais tarde foi renomeada para Patsy T. Mink Equal Opportunity in Education Act após a morte de Mink em 2002. Quando o Título IX foi aprovado em 1972, apenas 42% dos alunos matriculados em faculdades americanas eram mulheres. 
O objetivo do Título IX das Emendas Educacionais de 1972 era atualizar o Título VII da Lei dos Direitos Civis de 1964, que proibia várias formas de discriminação no emprego, mas não abordava ou mencionava a discriminação na educação. Ao contrário da crença popular, a criação do Título IX não teve nada a ver com esportes.

## Texto
O seguinte é o texto original como escrito e assinado em lei pelo presidente Richard Nixon em 1972:

No person in the United States shall, on the basis of sex, be excluded from participation in, be denied the benefits of, or be subjected to discrimination under any education program or activity receiving Federal financial assistance.

Nenhuma pessoa nos Estados Unidos deve, com base no sexo, ser excluída da participação, ter seus benefícios negados ou ser submetida a discriminação sob qualquer programa educacional ou atividade que receba assistência financeira federal. Cornell Law School's Legal Information Institute (20 U.S. Code § 1681 – (men and women) Sex)

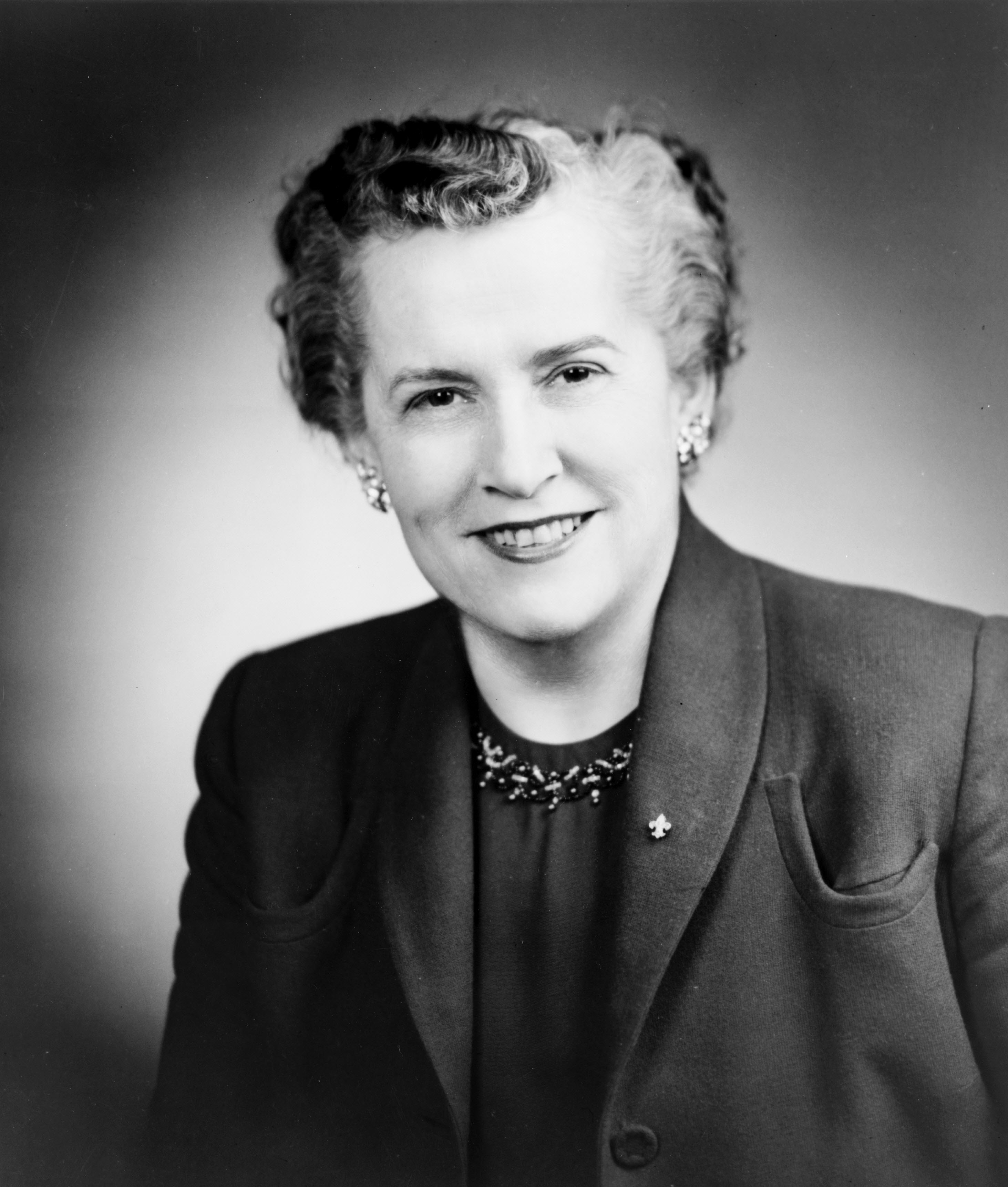
Representante Edith Green de Oregon lançou as bases para o Título IX